# Nel van Lith
Petronella Huberta (Nel) van Lith (Blaricum, 22 november 1932) is een Nederlandse beeldhouwster.

## Leven en werk
Nel van Lith is een dochter van beeldhouwer Hubert van Lith en schilderes Nel Kluitman. Van Lith werd opgeleid aan de Quellinusschool en Rijksakademie van beeldende kunsten in Amsterdam. Ze kreeg les van onder anderen Piet Esser en Jan Meefout. Ze was getrouwd met en scheidde van beeldhouwer Adam Jansma (1929-1965). Ze woonde vanaf het begin der jaren 70 in een boerderij (gebouwd in 1865) net binnen de grens van Amsterdam, aan de kant van de Bijlmer. Later verhuisde ze naar Flevoland en weer later naar Drenthe.
Van Lith sloot zich aan bij Arti et Amicitiae, de Nederlandse Kring van Beeldhouwers en de Beroepsvereniging van Beeldende Kunstenaars. Haar eerste expositie was in 1964. Haar werk is opgenomen in musea zoals het Rijksmuseum en het Stedelijk Museum in Amsterdam, museum Beelden aan Zee in Scheveningen en het Kröller-Müller Museum op de Veluwe.

## Enkele werken
- 1967 De Tweeling, Dronten
- 1969 De gewichtheffer, brons, tijdens ArtZuid 2021 aan de Minervalaan te Amsterdam
- 1971 Het beest, steen, Muschelkalk, Amsterdam-West, tijdens ArtZuid 2021 aan de Minervalaan te Amsterdam
- 1972 De gewichtheffer, brons, aan de Zaagmolenkade/Willem Arntszkade te Utrecht
- 1980 Zittende vrouw, Peperino steen, tijdens ArtZuid 2021 aan de Minervalaan te Amsterdam
- 1983 Oogst, Emmeloord
- 1984 bronzen kop koningin Beatrix, Amsterdam. (Opening nieuwbouw ziekenhuis AMC)
- 1985 Berlioz, Muziekcentrum Vredenburg, Utrecht
- 1986 Beeldhouwer [2]
- 1987 Krijger, brons [3]
- 1996 Inkeer
- 1997 Wolk

## Galerij

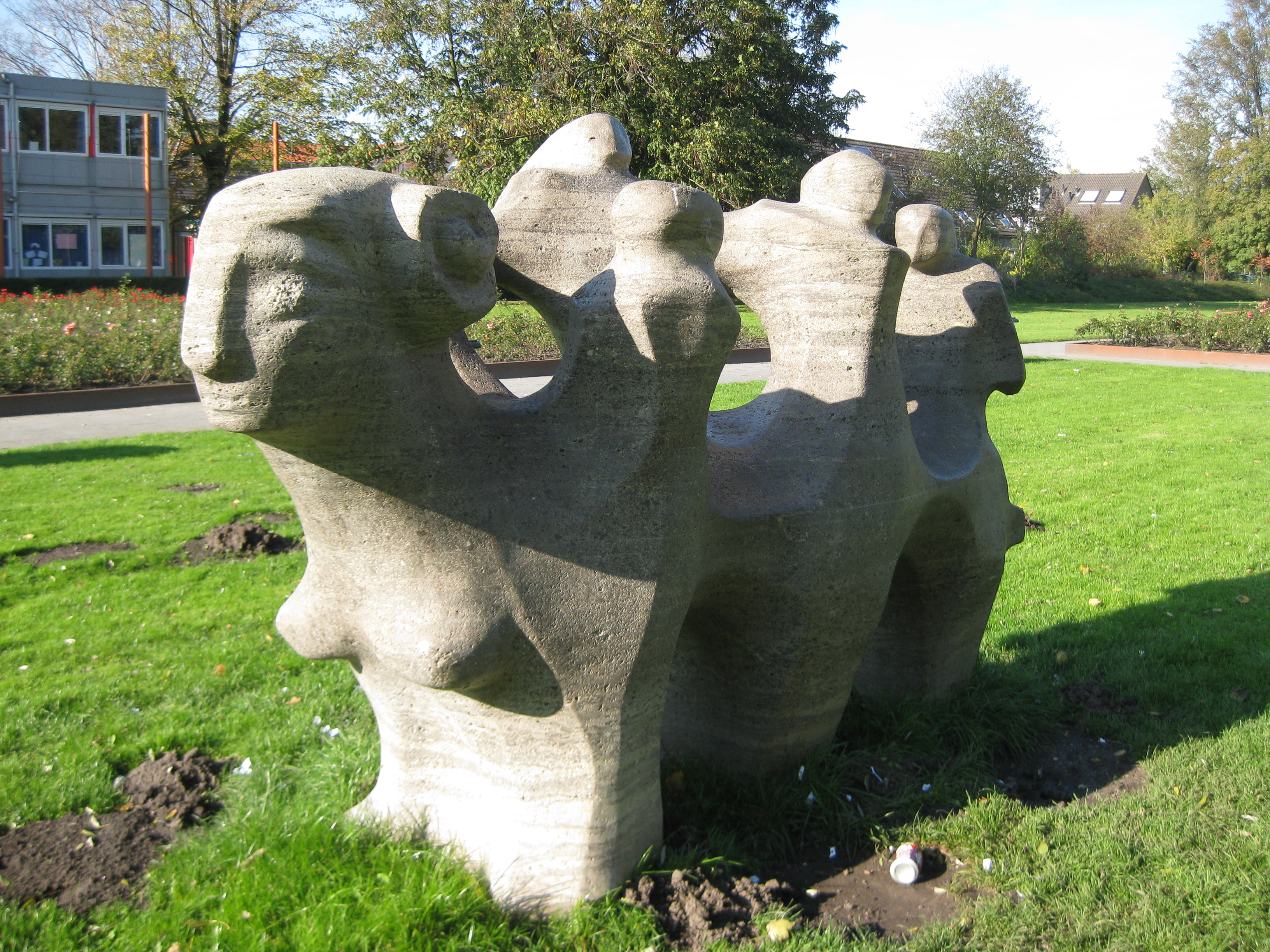
Het Beest
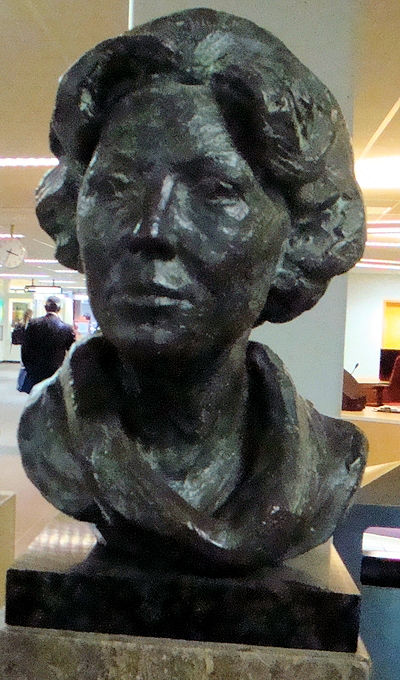
buste van Beatrix
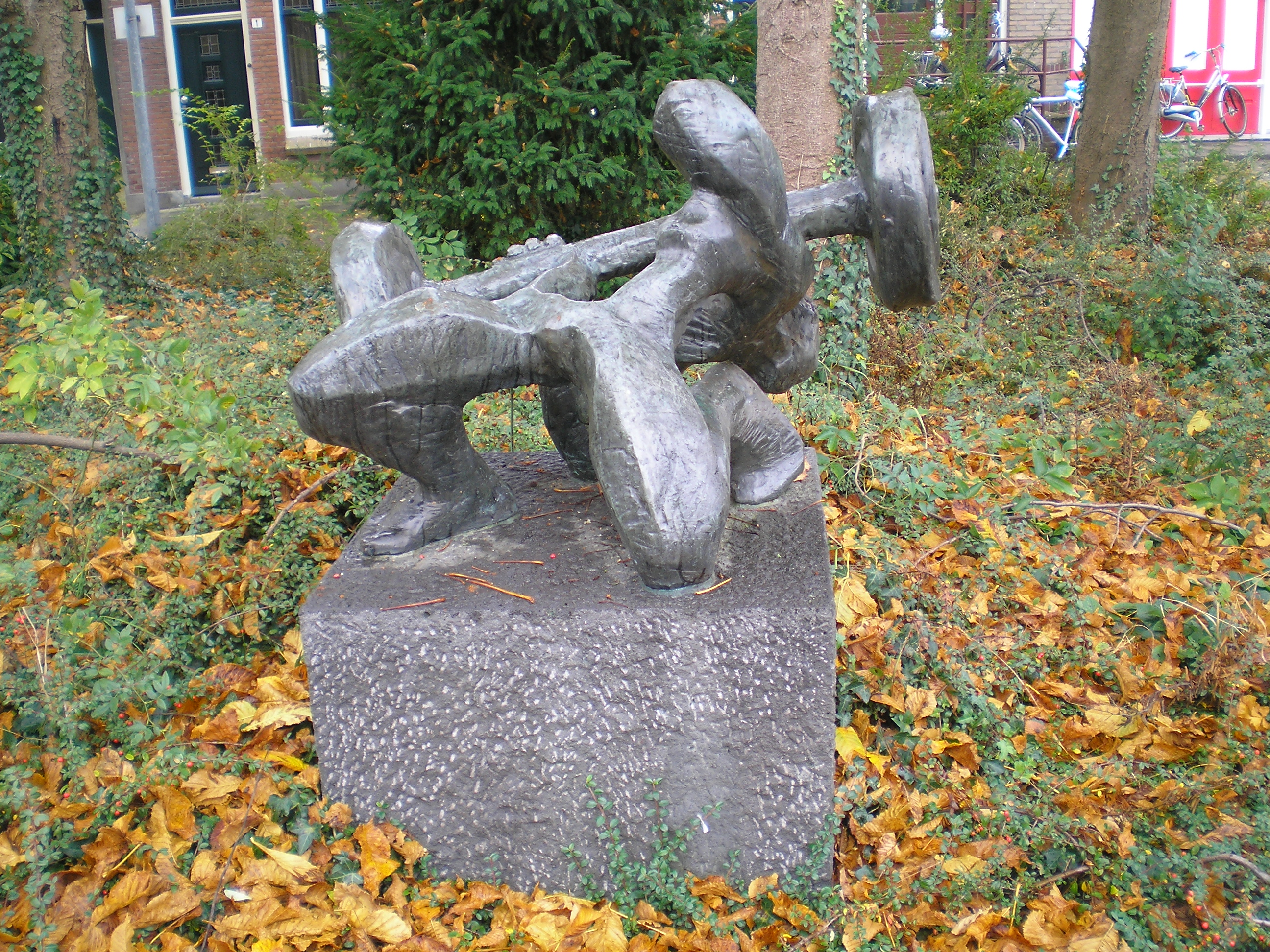
Gewichtheffer

- International Standard Name Identifier: 0000 0003 9670 9710
- Nederlandse Thesaurus van Auteursnamen: 154974129
- RKD-Nederlands Instituut voor Kunstgeschiedenis: 50406
- Union List of Artist Names: 500485960
- Virtual International Authority File: 291754814
- WorldCat: E39PBJc3JcFCtC6DVDpJtGGGpP